# سیارک ۴۸۴۲
سیارک ۴۸۴۲ (به انگلیسی: 4842 Atsushi، نامگذاری:1989WK) چهار هزار و هشتصد و چهل و دومین سیارک کشف شده‌است که در ۲۱ نوامبر ۱۹۸۹ کشف شد.
قدر مطلق سیارک برابر ۱۳٫۱۰ است.